# Minona secta
Minona secta är en plattmaskart som beskrevs av Sopott-Ehlers och Ax 1985. Minona secta ingår i släktet Minona och familjen Monocelididae. Inga underarter finns listade i Catalogue of Life.